# Robert Blair
Robert Blair, född 1699, död 4 februari 1746, var en skotsk präst och diktare.
Blairs litterära berömmelse grundar sig på ett enda verk, den på blankvers författade The Grave (1743), ett av de tidigaste och bästa exemplen på den under 1700-talet populära, sentimentala gravdiktningen.